# 歐力士汽車
歐力士汽車株式會社（日語：オリックス自動車株式会社）係日本一家經營汽車租賃、汽車貸款、汽車共享、中古車販售的私人公司，創設於1973年6月，其母公司為日本歐力士（日語：オリックス株式会社）。
至2011年3月為止，該公司在全日本共有57家汽車貸款營業所、790家租車店、888家汽車共享站。

## 公司沿革
歐力士汽車之舊名為「東方汽車租賃公司」（日語：オリエント・オート・リース），於1973年6月成立。初期營業項目以企業租車為主，直到1984年12月才開放個人租車給消費者。1985年2月變更成現行之名稱，翌年3月車隊數量突破4萬輛，創下日本業界之記錄。
1999年10月母公司歐力士公司自昭和殼牌石油公司購入「艾克斯租車」（（日語）エックスレンタカー），2001年9月又併購卡車出租公司「IFCO租車」（（日語）イフコレンタカー），2003年6月將前述二家子公司併入歐力士汽車。同年10月更購入新日鑛控股公司麾下之「賈巴練租車」（（日語）レンタカー ジャパレン），成為歐力士汽車的三個副品牌之一。
2002年2月集團母公司歐力士、鈴木汽車、NEC等公司共同出資成立「CEV汽車共享公司」（日語：シーイーブイシェアリング），首創將汽車共享服務之概念導入日本。該公司分別在東京都市圈推出「CEV共享」（（日語）CEV シェアリング）、在名古屋區域推出「Linkul汽車共享」（（日語）りんくるカーシェアリング）等服務。因著眼於該項業務前景可期，遂於2007年4月1日宣布整合成「CEV汽車共享公司」（（日語）シーイーブイシェアリング株式会社）。同時，此家新公司也針對法人組織與個人提供「小型出租」（（日語）プチレンタ）的會員制汽車共享服務。
2009年更與FamilyMart異業結盟，在埼玉縣部份的店鋪設置取車、還車之服務站。

## 經營業務
該公司的主要業務為汽車貸款與汽車租賃：

### 汽車貸款
起初該公司的放款目標對象以法人組織為主，1990年代末期開始主推「Mycar Lease」（（日語）マイカーリース）的五年期個人汽車貸款產品。2004年起更推出一項名為「現在乘坐君」（（日語）いまのりくん）的個人車貸產品，自契約制定日起經過24個月後，可以中途解約或換車。

### 汽車租賃
汽車租賃業務區分成三個副品牌：
1. 歐力士租車（（日語）オリックスレンタカー）
2. 賈巴練租車（（日語）レンタカー ジャパレン，購自新日鑛控股公司（日语：新日鉱ホールディングス））
3. 艾克斯租車（（日語）エックスレンタカー，購自昭和殼牌石油公司（日语：昭和シェル石油））

### 汽車共享
自2007年4月1日CEV汽車共享公司整併以來，推出名為「小型出租」（（日語）プチレンタ）的會員制汽車共享服務。該項業務充分利用各大都市的高級住宅大樓停車場、月租停車場等做為取車站，甚至與FamilyMart異業結盟，可在便利商店附設的停車場取、還車。受到石油價格上漲的影響，該公司的會員數一年成長3倍，至2008年9月底止共有3,200人（含法人組織）。

### 特殊車款
歐力士汽車擁有一些特別車款供特殊目的之消費者選擇，譬如2008年6月起提供日產GT-R、2009年3月起全國提供400輛油電混合車款本田Insight、同年10月汽車共享業務也開始提供日產Leaf、三菱i-Miev等電動車。

## 外部連結
- （日語）日本官方網站之一 （页面存档备份，存于）
- （繁體中文）日本官方網站之二 （页面存档备份，存于）
- （日語）歐力士汽車共享官方網站 （页面存档备份，存于）